# Jackie Fairweather
Jackie Fairweather (geborene Gallagher; * 10. November 1967; † 3. November 2014) war eine australische Triathletin und Marathonläuferin.

## Werdegang
Gallagher begann 1992 mit dem Triathlon.

### Duathlon- und Triathlon-Weltmeisterin 1996
1996 wurde sie Triathlon- und Duathlon-Weltmeisterin und 1999 gewann sie erneut die Duathlon-Weltmeisterschaft.

### Marathon ab 2000
Nachdem sie 2000 eine Nominierung für die Olympischen Sommerspiele in Sydney verpasst hatte, wandte sich Jackie Gallagher – die dreifache Triathlon-Vizeweltmeisterin (1995, 1997, 1999) – dem Marathon zu.

2002 wurde sie Elfte beim Boston-Marathon und Dritte beim Marathon der Commonwealth Games in Manchester. Im Jahr darauf kam sie beim Chicago-Marathon auf den 15. Platz. 2004 wurde sie Neunte beim Nagoya-Marathon und Zwölfte beim London-Marathon.

### Ultra-Marathon ab 2005
2005 folgte einem 14. Platz in Nagoya ein Sieg beim Gold-Coast-Marathon und ein neunter Platz beim Tokyo International Women’s Marathon. Im selben Jahr fing sie an, bei Ultramarathons zu starten. 2009 wurde sie Commonwealth-Meisterin im 100-km-Straßenlauf.
Fairweather war seit 2004 mit dem australischen Bogenschützen Simon Fairweather verheiratet. Am 3. November 2014 beging die 46-Jährige Suizid.

## Auszeichnungen
- Im April 2012 wurde sie zusammen mit Loretta Harrop und Emma Carney in die Australian Triathlon Hall of Fame aufgenommen.[3]
- Sie wurde von der International Triathlon Union (ITU) im Jahr 2014 für die Aufnahme in die Hall of Fame nominiert.[4]

## Sportliche Erfolge
| Datum/Jahr    | Rang | Wettbewerb                                                     | Austragungsort | Zeit     | Bemerkung                                                  |
| ------------- | ---- | -------------------------------------------------------------- | -------------- | -------- | ---------------------------------------------------------- |
| 19. Sep. 2009 | 1    | Commonwealth Mountain and Ultra Distance Running Championships | Keswick        | 07:41:23 | 100-km-Straßenlauf                                         |
| 3. Juli 2005  | 1    | Gold-Coast-Marathon                                            | Gold Coast     | 02:34:45 |                                                            |
| 20. Nov. 2005 | 9    | Tokyo International Women’s Marathon                           | Tokio          |          |                                                            |
| 13. März 2005 | 14   | Nagoya-Marathon                                                | Nagoya         |          |                                                            |
| 18. Apr. 2004 | 12   | London-Marathon                                                | London         |          |                                                            |
| 14. März 2004 | 9    | Nagoya-Marathon                                                | Nagoya         | 02:32:40 | persönliche Marathon-Bestzeit                              |
| 12. Okt. 2003 | 15   | Chicago-Marathon                                               | Chicago        |          |                                                            |
| 28. Juli 2002 | 3    | Commonwealth Games 2002                                        | Manchester     | 02:36:37 | Dritte im Marathon – hinter der Australierin Kerryn McCann |
| 15. Apr. 2002 | 11   | Boston-Marathon                                                | Boston         |          |                                                            |

| Datum/Jahr    | Rang | Wettbewerb                       | Austragungsort | Zeit     | Bemerkung                                                                                  |
| ------------- | ---- | -------------------------------- | -------------- | -------- | ------------------------------------------------------------------------------------------ |
| 17. Okt. 1999 | 1    | ITU Duathlon World Championships | Huntersville   | 01:56:18 | Duathlon-Weltmeisterin auf der Kurzdistanz (10 km Laufen, 40 km Radfahren und 5 km Laufen) |
| 14. Sep. 1996 | 1    | ITU Duathlon World Championships | Ferrara        | 01:44:46 | Duathlon-Weltmeisterin                                                                     |

| Datum/Jahr    | Rang | Wettbewerb                                       | Austragungsort | Zeit       | Bemerkung |
| ------------- | ---- | ------------------------------------------------ | -------------- | ---------- | --- |
| 12. Sep. 1999 | 2    | ITU Triathlon World Championships                | Montreal       | 01:56:00   | Vizeweltmeisterin auf der olympischen Distanz hinter der Australierin Loretta Harrop                                                                   |
| 9. Mai 1999   | 1    | OTU Triathlon Oceania Championships              | Mooloolaba     | 02:05:02   | Siegerin bei den Ozeanischen Triathlon-Meisterschaften                                                                                                 |
| 1999          | 1    | Laguna Phuket Triathlon                          | Phuket         | 02:42:36   | |
| 21. Juni 1998 | 1    | ITU Triathlon World Cup                          | Zürich         | 01:54:18,0 | |
| 1998          | 1    | Laguna Phuket Triathlon                          | Phuket         | 02:47:52   | |
| 1997          | 1    | Laguna Phuket Triathlon                          | Phuket         | 02:42:57   | |
| 16. Nov. 1997 | 2    | ITU Triathlon World Championships                | Perth          | 01:59:36   | hinter Emma Carney Vizeweltmeisterin auf der Triathlon-Kurzdistanz                                                                                     |
| 24. Aug. 1996 | 1    | ITU Triathlon World Championships                | Cleveland      | 01:50:52   | Triathlon-Weltmeisterin auf der Kurzdistanz mit persönlicher Bestzeit auf der olympischen Distanz (1,5 km Schwimmen, 40 km Radfahren und 10 km Laufen) |
| 12. Nov. 1995 | 2    | ITU Triathlon World Championships                | Cancún         | 02:05:22   | Triathlon-Vizeweltmeisterin auf der Kurzdistanz |
| 22. Aug. 1993 | 14   | ITU Triathlon Short Distance World Championships | Manchester     | 02:11:29   | |

(DNF – Did Not Finish)

## Bestzeiten
- Marathon: 2:32:40 h, 14. März 2004, Nagoya
- 50-km-Straßenlauf: 3:19:12 h, 13. April 2008, Canberra
- 100-km-Straßenlauf: 7:41:23 h, 19. September 2009, Keswick